# Jamsetji Tata
Jamsetji Tata (gujarati: જમશેદજી તાતા)  (Navsari, 3 de març de 1839 - Bad Nauheim, 19 de maig de 1904) va ser un empresari i filantrop indi que va fundar el Grup Tata. Els seus ambiciosos esforços van ajudar a catapultar l'Índia a la lliga de països industrialitzats. El 1868 Jamsetji va fundar l'empresa de comerç que més tard es transformà en el grup Tata. Després de la mort de Jamsetji el 1904, la seva família va mantenir el control del Grup Tata i el va convertir en un conglomerat global que a principis del segle XXI incloïa més de 100 empreses.
L'Institut Indi de les Ciències, que va impulsar, es va fundar quatre anys després de la seva mort a Bangalore.
Jamshedji Tata és considerat com el llegendari «pare de la indústria índia». Va ser tan influent en el món de la indústria que Jawaharlal Nehru es va referir a Tata com a «Comissió de Planificació Unipersonal».
| « | “Quan has de donar avantatge en l'acció, en les idees – un avantatge que no encaixa amb el clima d'opinió – això és el veritable coratge, físic o mental o espiritual, digueu-li com vulgueu, i és aquest tipus de coratge i visió que Jamshedji Tata va mostrar. És correcte que honrem la seva memòria i el recordem com un dels grans fundadors de l'Índia moderna". —Jawaharlal Nehru | » |

Tata, que en els seus primers anys va ser comerciant, va canviar el món empresarial de l'Índia a través de les seves nombroses empreses dins de la indústria del cotó i el ferro en lingots, i és conegut com un dels constructors més importants de l'economia índia moderna. Entre els seus molts èxits, Tata destaca especialment per l'empresa Tata Iron and Steel Works a Jamshedpur.
Tata va ocupar el primer lloc als «Hurun Philanthropists of the Century» (2021) amb donacions totals de gairebé 102.400 milions de dòlars, iniciant les seves dotacions clau el 1892.

## Biografia
Jamsetji Tata era fill de Nusserwanji i Jeevanbai Tata i va néixer el 3 de març de 1839 a Navsari, una ciutat del sud de Gujarat. La seva família Zoroastriana Parsi, com moltes altres, va trobar refugi a l'Índia, fugint de la persecució durant la conquesta musulmana de Pèrsia. Va néixer en una família de sacerdots respectable, però pobra. El seu pare Nusserwanji, va ser el primer home de negocis d'una família de sacerdots zoroastrians parsi. La seva llengua materna era el gujarati. Va trencar la tradició sacerdotal de la seva família per convertir-se en el primer membre de la família a iniciar un negoci. Va iniciar una empresa de comerç d’exportació a Bombai.
A diferència d'altres zoroastrians, Jamshedji Tata va tenir una educació formal occidental perquè els seus pares van veure que tenia habilitats especials en aritmètica mental des de ben jove. Tanmateix, perquè tingués una educació més moderna, més tard va ser enviat a Bombai. Es va unir al seu pare, Nusserwanji, a Bombai als 14 anys i es va matricular a Elphinstone College completant la seva educació com a «Green Scholar» (l'equivalent a un graduat). Es va casar amb Hirabai Daboo mentre encara era estudiant.
Després de graduar-se a l'Elphinstone College de Bombai el 1858, es va incorporar a l'empresa de comerç d'exportació del seu pare i va ajudar a establir les seves filials sòlides al Japó, la Xina, Europa i els Estats Units. Va ser una època convulsa per iniciar un negoci, ja que la rebel·lió índia de 1857 acabava de ser reprimida pel govern britànic. Nusserwanji Tata viatjava regularment a la Xina per familiaritzar-se amb el tràfic de l'opi en aquell moment dins d'una petita colònia de parsis que estava tancada als forasters.
Nusserwanji Tata volia que el seu fill formés part d'aquest negoci, així que el va enviar a la Xina per conèixer el negoci allà i els detalls sobre el comerç d'opi. No obstant això, quan Tata va viatjar per la Xina, va començar a adonar-se que la indústria del cotó estava en expansió i hi havia possibilitats d'obtenir grans beneficis.

## Negocis

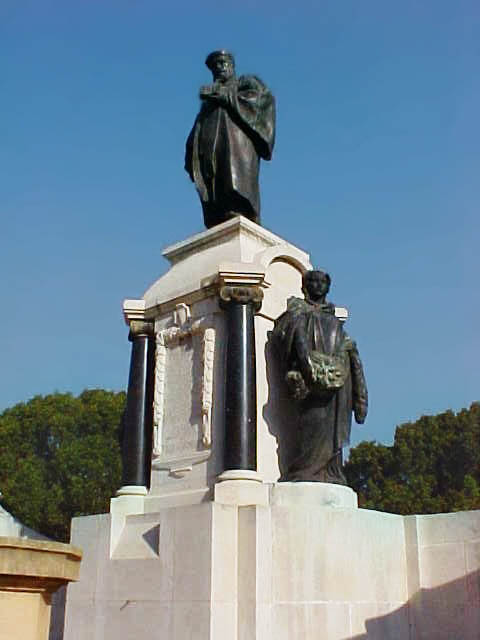
Estàtua de JN Tata (a dalt) a Institut Indi de les Ciències, a la sala de la facultat de Bangalore amb un model en miniatura de la sala de la facultat

Tata va treballar a l'empresa del seu pare fins als 29 anys. Va fundar una empresa comercial el 1868 amb un capital de 21.000 ₹ (per un valor de 52 milions US$ als preus del 2015). Va comprar un molí d'oli en fallida a Chinchpokli el 1869 i el va convertir en un molí de cotó, que va rebatejar com Alexandra Mill. Va vendre el molí 2 anys després per obtenir un benefici. Més tard, el 1874, Jamsetji Tata va fer flotar la Central India Spinning, Weaving, and Manufacturing Company a Nagpur perquè li semblava un lloc adequat per establir una altra empresa comercial. A causa d'aquesta ubicació poc convencional, la gent de Bombai va menysprear Tata per no fer el moviment intel·ligent en portar el negoci del cotó a Bombai, coneguda com la «Cottonopolis» de l'Índia. No entenien per què havia anat a la ciutat subdesenvolupada de Nagpur per iniciar un nou negoci.
Tanmateix, la selecció de Nagpur de Tata el va portar a l'èxit. A diferència de Bombai, la terra a Nagpur era barata i tenia recursos disponibles. Hi havia abundants productes agrícoles, la distribució era fàcil i la terra barata va portar més tard a la convergència dels ferrocarrils a Nagpur, que van desenvolupar encara més la ciutat. Poc després, el 1877, Tata va establir una nova fàbrica de cotó, «Empress Mill» quan la reina Victòria va ser proclamada com a emperadriu de l'Índia l'1 de gener de 1877.
Tenia quatre objectius a la vida: crear una empresa siderúrgica, una institució d'aprenentatge de primer nivell, un hotel únic i una central hidroelèctrica. Només l'hotel es va convertir en una realitat durant la seva vida, amb la inauguració de l'hotel Taj Mahal al passeig marítim de Colaba a Bombai el 3 de desembre de 1903 amb un cost d'11 milions ₹ (per un valor d'11.000 milions de ₹ als preus del 2015). En aquella època era l'únic hotel de l'Índia que tenia electricitat.
El 1885, Tata va crear una altra empresa a Pondicherry amb l'únic propòsit de distribuir teixits indis a les colònies franceses properes i no haver de pagar impostos; no obstant això, això va fracassar a causa de la demanda insuficient dels teixits. Això va portar a la seva compra dels Dharamsi Mills a Kurla a Bombai i posteriorment a vendre'ls per comprar els Advance Mills a Ahmedabad. Tata el va anomenar Advance Mills perquè era un dels molins amb més tecnologia de l'època. A més de la seva tecnologia, l'empresa va deixar una gran empremta a la ciutat d'Ahmedabad perquè Tata va fer un esforç per integrar el molí dins de la ciutat per tal de proporcionar creixement econòmic a la seva comunitat. Amb aquestes moltes contribucions, Tata va avançar la indústria tèxtil i del cotó a l'Índia. Jamshedji Tata va continuar sent una figura important en el món industrial fins i tot en les seves últimes etapes de la vida. Més tard, Tata es va convertir en un ferm defensor del swadeshisme.
El moviment Swadeshi no va començar fins al 1905; tanmateix, Tata va representar aquests mateixos principis durant tot el temps que va estar viu. Swadeshi va ser un moviment polític a l'Índia britànica que va encoratjar la producció de béns nacionals i el boicot als béns importats. Totalment impressionat pels seus principis, Tata va anomenar «Swadeshi Mill» a la seva nova fàbrica de cotó construïda a Bombai. La idea original d'aquest nou molí era produir teles més fins, com el tipus procedent de Manchester. Manchester era famosa per produir teles més suaus i el públic ja no preferia el material gruixut produït a l'Índia.
Tata volia produir teles de qualitat comparable a la de Manchester per intentar reduir el nombre d'importacions procedents de l'estranger. Tenia la visió que l'Índia fos el principal fabricant de tota mena de roba i, finalment, es convertís en un exportador. Volia que l'Índia fos l'únic fabricant dels draps fins pels quals eren famosos els teixidors primitius de l'Índia. Tata va començar a experimentar amb diverses maneres de millorar el cultiu del cotó cultivat a diferents parts de l'Índia. Creia que adoptar el mètode de cultiu utilitzat pels ryot egipcis, famosos pel seu cotó suau, permetria a la indústria cotonera de l'Índia assolir aquests objectius. Tata va ser el primer a introduir el fus d'anella als seus molins, que aviat va substituir l'accelerador que antigament utilitzaven els fabricants.
El treball dels seus successors va portar a aconseguir les tres idees restants:
- Tata Steel (abans TISCO – Tata Iron and Steel Company Limited) és la primera empresa siderúrgica d'Àsia i la més gran de l'Índia. Es va convertir en la cinquena empresa d'acer més gran del món després d'adquirir Corus Group produint-ne 28 milions de tones d'acer anuals.[17]
- Institut Indi de Ciència, Bangalore, la institució índia preeminent per a la investigació i l'educació en ciència i enginyeria.
- Tata Hydroelectric Power Supply Company, rebatejada Tata Power Company Limited, actualment la companyia elèctrica privada més gran de l'Índia amb una capacitat de generació instal·lada de més de 8000 MW.

## Filantropia
Jamshedji va fer donacions generoses principalment per a l'educació i la salut. Va ser nomenat el filantrop més gran del segle passat per EdelGive Foundation i Hurun Research India. Va encapçalar la llista dels millors filantrops del món del segle XX amb una donació estimada de 102.000 milions de dòlars ajustada a la inflació.

## Vida personal
Tata es va casar amb Hirabai Daboo. Els seus fills, Dorabji Tata i Ratanji Tata, van succeir a Tata com a presidents del Grup Tata.
El cosí germà de Tata va ser Ratanji Dadabhoy Tata, que va tenir un paper important en l'establiment de Tata Group. La seva germana Jerbai, a través del matrimoni amb un comerciant de Bombai, es va convertir en la mare de Shapurji Saklatvala, que Tata va emprar per buscar carbó i mineral de ferro amb èxit a Odisha i Bihar. Saklatvala es va establir més tard a Anglaterra, inicialment per gestionar l'oficina de Tata a Manchester, i més tard es va convertir en membre comunista del Parlament britànic.
A través del seu cosí, Ratanji Dadabhoy, era oncle de l'empresari JRD Tata i Sylla Tata; aquest últim estava casat amb Dinshaw Maneckji Petit, el tercer baronet de Petits. La germana del baronet Rattanbai Petit, era l'esposa de Muhammad Ali Jinnah, el fundador del Pakistan.

## Mort

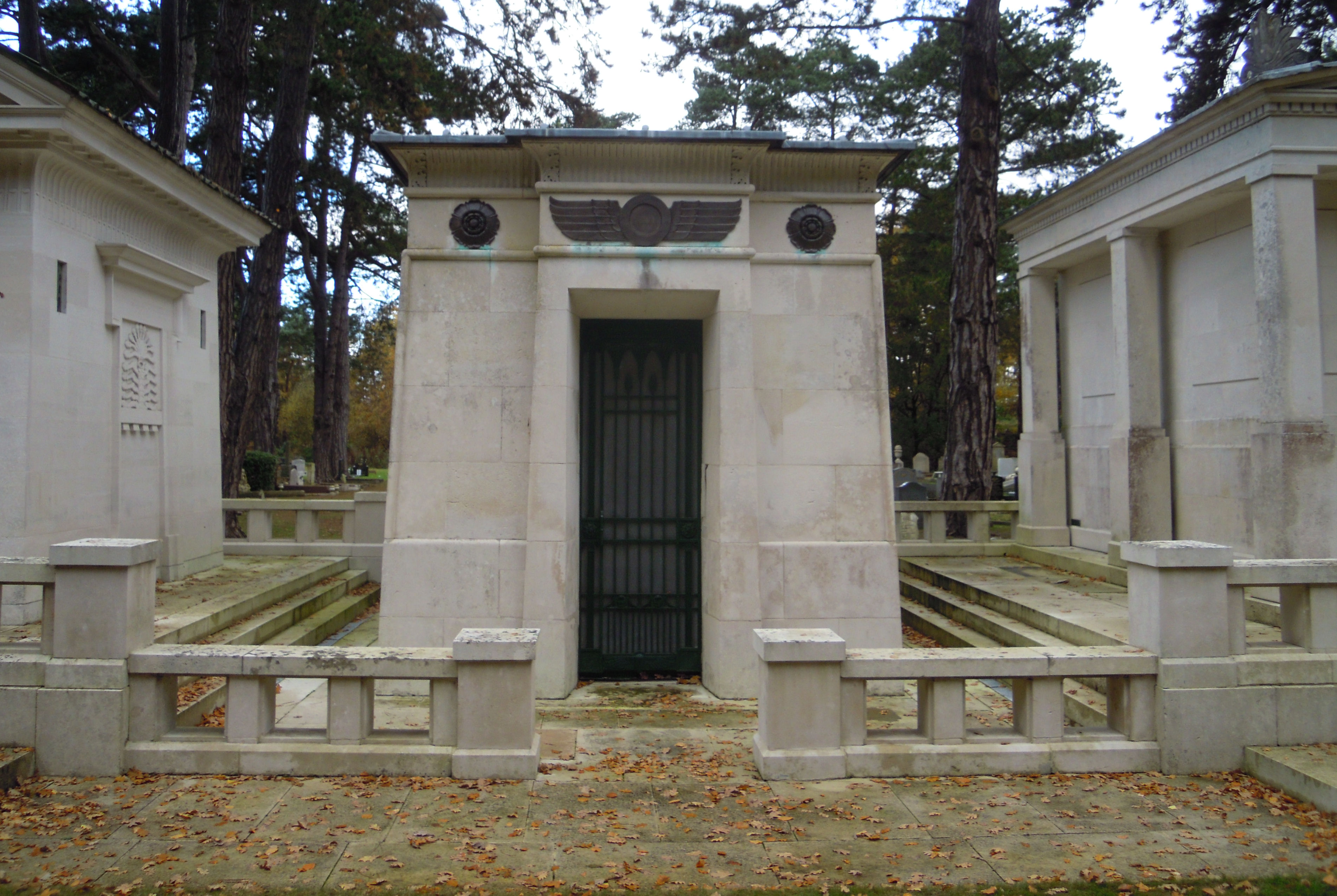
Mausoleu de Jamsetji Tata al cementiri de Brookwood

Durant un viatge de negocis a Alemanya l'any 1900, Tata va emmalaltir greument. Va morir a Bad Nauheim el 19 de maig de 1904, i va ser enterrat al cementeri Parsi al cementiri de Brookwood, Woking, Anglaterra.

## Llegat
La planta de ferro i acer de Tata es va instal·lar al poble de Sakchi a Jharkhand. El poble es va convertir en una ciutat i l'estació de ferrocarril allà va rebre el nom de Tatanagar. Ara, és una metròpoli bulliciosa coneguda com Jamshedpur a Jharkhand, batejada en el seu honor. L'antic poble de Sakchi (ara urbanitzat) ara existeix a la ciutat de Jamshedpur Tata es va convertir en el membre fundador de la família Tata.

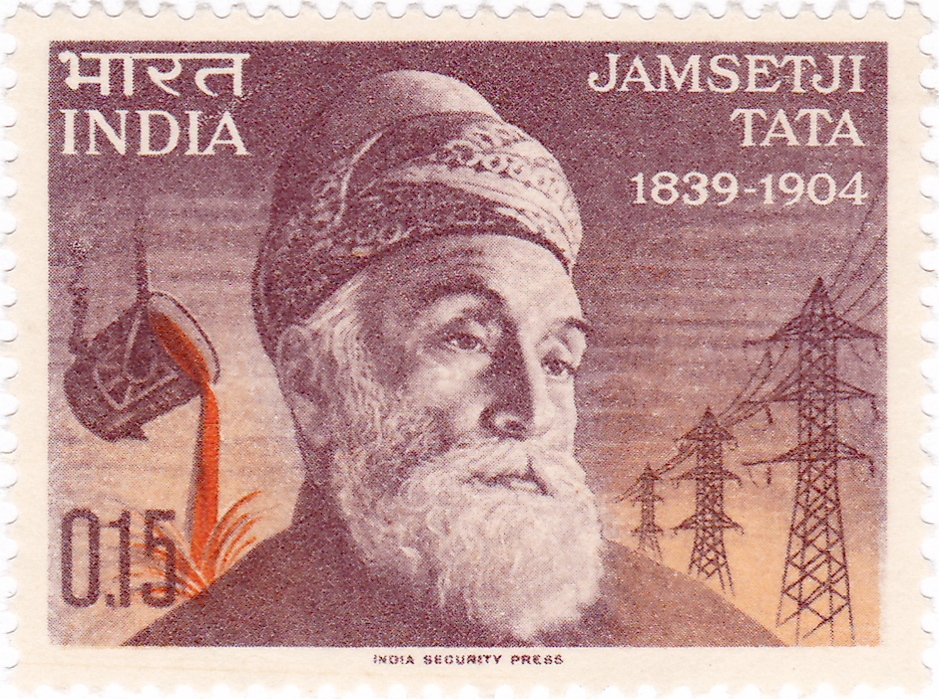
Un segell postal commemoratiu de Jamshedji Tata va ser emès el 7 de gener de 1965 per India Post.

## Cites

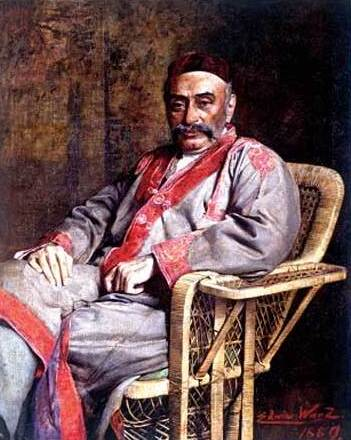
Pintura de Tata d'Edwin Arthur Ward

- «La llibertat sense la força per suportar-la i, si cal, defensar-la, seria una il·lusió cruel.»
- «En una empresa lliure, la comunitat no és només una part més interessada en els negocis, sinó que, de fet, és el propòsit mateix de la seva existència».
- «Hi ha un tipus de caritat prou comú entre nosaltres... És aquella filantropia que vesteix els drapats, alimenta els pobres i cura els malalts. Estic lluny de censurar l'esperit noble que busca ajudar un ésser pobre o que pateix... [No obstant això] el que fa avançar una nació o una comunitat no és tant donar suport als seus membres més febles i indefensos, sinó elevar els millors i els més dotats, per tal de fer-los el més gran servei al país».
- «Assegureu-vos de posar carrers amples amb arbres ombrívols, tots d'una varietat de creixement ràpid. Assegureu-vos que hi ha molt espai per a la gespa i els jardins. Reserveu àmplies zones per a futbol, hoquei i parcs. Assigneu zones per als temples hindús, les mesquites mahometanes i les esglésies cristianes". — Tata en una carta al fill Dorab sobre la seva visió del municipi que finalment es convertiria en Jamshedpur.»
- «No era un home que li importés passar per l'ull públic. No li agradaven les tertúlies públiques, no li importaven fer discursos, la seva forta força de caràcter impedia adular cap home, per gran que fos, perquè ell mateix era gran a la seva manera, més gran del que la majoria de la gent s'adonava. No va buscar cap honor i no va reclamar cap privilegi, però l'avenç de l'Índia i la seva infinitat de pobles va ser amb ell una passió permanent". — The Times of India sobre la mort de Tata»
- «Mentre que molts altres treballaven per afluixar les cadenes de l'esclavitud i accelerar la marxa cap a l'alba de la llibertat, Tata va somiar i va treballar per a la vida tal com s'havia de modelar després de l'alliberament. La majoria dels altres treballaven per alliberar-se d'una mala vida de servitud; Tata va treballar per la llibertat per crear una vida millor d'independència econòmica". — Dr Zakir Hussain, l'expresident de l'Índia»
- «Que va ser un home de destí és clar. Sembla, de fet, com si l'hora del seu naixement, la seva vida, els seus talents, les seves accions, la cadena d'esdeveniments que va posar en marxa o va influir i els serveis que va prestar al seu país i al seu poble, fossin tots predestinat com a part del gran destí de l'Índia". —JRD Tata»
- «Cap indi de la generació actual havia fet més pel comerç i la indústria de l'Índia". — Lord Curzon, el virrei de l'Índia, després de la mort de Tata[8]»